# 카자흐 자치 소비에트 사회주의 공화국

카자흐 자치 소비에트 사회주의 공화국의 기

카자흐 자치 소비에트 사회주의 공화국(러시아어: Казахская Автономная Социалистическая Советская Республика / KACCP, 카자흐어:Қазақ Автономиялы Кеңестік Социалистік Республикасы)은 1920년부터 1936년까지 있었던 러시아 소비에트 연방 사회주의 공화국(RSFSR)내의 자치공화국이었다. 1920년부터 1925년까지는 키르기스 자치 소비에트 사회주의 공화국이라는 명칭을 사용했다. 수도는 오렌부르크(1920년~1925년), 키질로르다(1925년~1927년), 알마아타(1927년~1936년)였다.

## 같이 보기
- 소비에트 중앙아시아